# Давид Луиз
Давид Луиз Морейра Мариньо  (на португалски: David Luiz Moreira Marinho), познат като Давид Луиз е бразилски футболист, който играе за кипърския Пафос. Играе главно на поста централен защитник, но също така е използван и като ляв бек или дефанзивен полузащитник.

## Клубна кариера

### Витория
Той пристига в отбора само на 14 години. Първо започва да играе поста дефанзивен полузащитник. По-късно заради недоброто си представяне на този пост, започва да играе като централен защитник. Първия и единствен гол Давид отбелязва на 3 септември 2006 г. срещу Атлетик до Порто.

### Бенфика
На 31 януари 2007 г. Луиш се присъединява към Бенфика под наем. Той прави до известна степен шумен дебют за клуба в мач за Купата на Уефа срещу ПСЖ на Парк де Пренс. Партнира на сънародника си Андерсон в центъра на защитата, като заменя контузения Луизао. Бенфика губи мача с 2 – 1, но успява да се класира за следващата фаза след победа с 4 – 3 в общия резултат.
На 12 март 2007 г. изиграва първия си мач за Бенфика от първенството срещу Униао де Лейрия. В края на сезона подписва 5-годишен договор с клуба и на 5 август отбелязва първия си гол в приятелския турнир „Гуадиана Къп“ срещу Спортинг Лисабон. Въпреки това успява да запише 8 участия в първенството поради контузия. В същия сезон Бенфика завършва четвърти.
На 11 януари 2009 г. Давид Луис отбелязва своя първи гол в официален мач за Бенфика в домакински успех над Спортинг Брага. Той изиграва голяма част от сезона като ляв защитник, измествайки португалеца Жорже Рибейро.
През сезон 2009/10 Луис изиграва всички мачове, появявайки се в 49 официални мача (3 гола, 4206 минути игра), като Бенфика печели първенството след 5-годишно чакане. Луиш също открива резултата в осмата минута при победата 4 – 1 като гост на Спортинг Лисабон за Купата на Лигата. Бенфика печели и това съревнование.

### Челси
На 31 януари 2011 г., Давид Луис преминава в отбора на Челси за сума от €25 милиона плюс Неманя Матич. Той прави своя официален дебют на 6 февруари, като заменя Жозе Босингва в мача срещу Ливърпул, загубен с 0 – 1. Осем дни по-късно той започва като титуляр срещу Фулъм, става и играч на мача, въпреки че прави дузпа в 93-тата минута, която Петър Чех спасява.
На 1 март Давид отбелязва и първия си гол при победата с 2 – 1 срещу Манчестър Юнайтед. На 20 март отбелязва и втория си гол за сините (2 – 0 срещу Манчестър Сити) и отново става играч на мача.
През последния сезон Давид Луис вкарва забележителни голове и става един от най-добрите защитници в света.

### Арсенал
На 8 август 2019 г., Давид Луис преминава в отбора на Арсенал за сума от €8 милиона от Челси след 3 години, една шампионска титла, една купа на Футболната асоциация и един трофей от Лига Европа. Той прави своя официален дебют на 11 август при гостуването на Нюкасъл Юнайтед, спечелен с 0 – 1. Шест дни по-късно той започва отново като титуляр срещу Бърнли, става и играч на мача, въпреки че прави дузпа в 88-ата минута, която Бернд Лено спасява.

## Статистика
| Отбор        | Сезон        | Първенство | Първенство | Купа    | Купа   | Купа на лигата | Купа на лигата | Континентални1 | Континентални1 | Други Турнири2 | Други Турнири2 | Общо    | Общо   |
| Отбор        | Сезон        | Участия    | Голове     | Участия | Голове | Участия        | Голове         | Участия        | Голове         | Участия        | Голове         | Участия | Голове |
| ------------ | ------------ | ---------- | ---------- | ------- | ------ | -------------- | -------------- | -------------- | -------------- | -------------- | -------------- | ------- | ------ |
| Витория      | 2005         | —          | 0          | 0       | 0      | –              | –              | –              | –              | —              | 0              | —       | 0      |
| Витория      | 2006         | 26         | 1          | 2       | 0      | –              | –              | –              | –              | —              | 1              | —       | 2      |
| Витория      | 2007         | 0          | 0          | 0       | 0      | –              | –              | –              | –              | 2              | 0              | 2       | 0      |
| Витория      | Общо         | 26         | 1          | 2       | 0      | –              | –              | –              | –              | 2              | 1              | 2       | 2      |
| Бенфика      | 2006/07      | 10         | 0          | 0       | 0      | –              | –              | 4              | 0              | –              | –              | 14      | 0      |
| Бенфика      | 2007/08      | 8          | 0          | 2       | 0      | 0              | 0              | 4              | 0              | –              | –              | 14      | 0      |
| Бенфика      | 2008/09      | 19         | 2          | 2       | 0      | 4              | 0              | 2              | 1              | –              | –              | 27      | 3      |
| Бенфика      | 2009/10      | 29         | 2          | 2       | 0      | 5              | 1              | 13             | 0              | –              | –              | 49      | 3      |
| Бенфика      | 2010/11      | 16         | 0          | 3       | 0      | 2              | 0              | 6              | 0              | 1              | 0              | 28      | 0      |
| Бенфика      | Общо         | 82         | 4          | 8       | 0      | 11             | 1              | 29             | 1              | 1              | 0              | 120     | 6      |
| Челси        | 2010/11      | 5          | 2          | 0       | 0      | 0              | 0              | 0              | 0              | 0              | 0              | 5       | 2      |
| Челси        | Общо         | 5          | 2          | 0       | 0      | 0              | 0              | 0              | 0              | 0              | 0              | 5       | 2      |
| Кариера Общо | Кариера Общо | 113        | 7          | 10      | 0      | 11             | 1              | 29             | 1              | 3              | 1              | 127     | 10     |

## Отличия
- Примейра Лига с Бенфика (2009/2010)
- ФА къп (Англия) с Челси (2011/2012) (2017/2018)
- Шампионска лига с Челси (2011/2012)
- Лига Европа с Челси (2012/2013) (2018/2019)